# Анисимови Любов і Віктор
Анисимови (Анісімови) — вокальний дует. Брат і сестра. Заслужені артисти Української РСР (1988). Лауреати 3-го республіканського конкурсу артистичної естради (Чернівці, 1982), Гран-прі на всесоюзному конкурсі (Ялта, 1983), лауреати конкурсу «С песней по жизни» (Москва, 1984).
Дует:
- Анисимов Віктор Леонідович (20 листопада 1959, м. Ніжин Чернігівської області) — співак (тенор). Закінчив Київське училище естрадно-циркового мистецтва (1981). Акомпанує на гітарі.
- Анисимова Любов Леонідівна (17 червня 1963, м. Ніжин Чернігівської області). Закінчила Київське училище естрадно-циркового мистецтва (1982). Співає (сопрано), акомпанує на скрипці, флейті, окарині.

1981—1985 Анісімови — артисти Тернопільської, від 1985 — Вінницької філармоній.
Після закінчення музичної школи по класу скрипки Люба та Віктор вступають до Київського естрадно-циркового училища. Ставши його випускниками, Анісімови за розподілом їдуть працювати до Тернополя. Саме в цей час вони розпочинають свою творчу кар'єру, беруть участь у пісенних конкурсах та фестивалях. І вже восени 1982 р. отримують другу премію Республіканського конкурсу артистів естради у жанрі вокально-інструментальних ансамблів, що проходив у Чернівцях.
Наступного року в Ялті була ще одна перемога, яка докорінно змінила їхнє життя: на III Всесоюзному конкурсі артистів естради на найкраще виконання пісень країн соціалістичної співдружності дует Анісімових виборов Гран-прі.
Звичайно, після такого шаленого успіху Любов та Віктор потрапляють у центр уваги телебачення та глядачів не тільки в Радянському Союзі, а й стають бажаними гостями за кордоном, Їх запрошують на зйомки телевізійних програм («Утренняя почта», «Шире круг», «От всей души», «А ну-ка, девушки!» та інші), про них знімають фільм «Ваш выход, артист!» (1988), дует бере участь в офіційних та урочистих концертах. Вони двічі як гості побували на конкурсі естрадної пісні в м. Зелена Гура (Польща), після чого твори з їхнього репертуару зазвучали в Болгарії, а згодом в Англії, Франції, Ізраїлі, Канаді. Фірма «Мелодія» підготувала диск із записом концерту артистів. Це був зірковий час Анісімових. Глядачі надовго запам'ятали їх, полюбили. Вони покорили публіку своєю «особливою чистотою, інтелігентністю голосоведіння, а ще світлою, дитинною безпосередністю як виконання, так і поведінки на сцені» (І. Кириліна).
Любов та Віктор ставали лауреатами ще кількох фестивалів («Молоді голоси», XII Всесвітній фестиваль молоді) і згодом були удостоєні звання Заслужених артистів УРСР.
Наприкінці 1980-х Анісімови перебралися у Вінницьку філармонію, а також записали один зі своїх найбільших хітів — пісню Сергія Бондаренка «Я загадаю бажання». Кілька успішних пісень Анісімови створили у співдружності з поетом Леонідом Федоруком та композитором Ігорем Юрковським. Найвідоміша з них — «Повернися, соловейку».
Восени 1994 року канадська фірма «Євшан» випустила два компакт-диски «Спогади і мрії» та «Золота осінь» на яких зібраний весь 10-річний доробок дуету. А на батьківщині касету Анісімових «Молитва кохання» лише через три роки випустило музичне об'єднання «Гарба».
У 2002 році лейбл «МЕД» випустив CD-збірник дуету Анісімових «Краще». У 2005 р. цей же лейбл випустив CD-збірник дуету Анісімових «З неба».
У репертуарі — твори українських та зарубіжних композиторів.
Гастролі в республіках колишнього СРСР, Польщі, Великій Британії, Ізраїлі.
Випустили платівку (1986), компакт-диски «Спогади і мрії», «Золота осінь», касету «Молитва кохання», збірку «Співають Анісімови» (К., 1990).